# Aszkałejty
Aszkałejty (lit. Ožkelaičiai) − wieś na Litwie, w gminie rejonowej Soleczniki, 6 km na zachód od Jaszunów, zamieszkana przez 15 ludzi. Przed II wojną światową w Polsce, w powiecie wileńsko-trockim województwa wileńskiego.